# Peucedanum japonicum
Espèce
Peucedanum japonicum est une espèce de plantes à fleurs de la famille des Apiaceae originaire d'Asie (Chine, Corée, Japon, Philippines). Il est également connu sous le nom anglais de coastal hog fennel qui peut être traduit en français comme « fenouil de porc côtier ».
Le genre Peucedanum est riche en espèces médicinales appartenant à la famille du persil, les Apiaceae.

## Descriptioɲ
Peucedanum japonicum est une ombellifère robuste de 30–100 cm et essentiellement glabre. La tige est souvent flexueuse. Le limbe est largement ovale-triangulaire. Sa taille est de 35 × 25 cm. Les folioles sont ovales-orbiculaires, en 3 parties, larges de 7–9 cm et glauques. Ses segments centraux sont obovales-cunéiformes, ses segments latéraux sont obliques-ovales. Les ombelles mesurent de 4 à 10 cm de diamètre ; Les bractées sont soit 2-3, soit absentes, ovale-lancéolé, 5-10 x environ 2 mm, pubescent. Il arbore 15 à 30 rayons de 1 à 5 cm, inégaux et pubéruleux. Il a 8 à 10 bractéoles, linéaires-lancéolées, égales ou plus longues que les fleurs. Il a environ 20 ombelles fleuries. Les pétales sont violets ou blancs. Les styles sont courts. Le fruit est oblong-ovale ou ellipsoïde, jusqu’à 6 × 4 mm. Il est hirsute, surtout sur les côtes dorsales ; Ses côtes latérales ont des ailes très épaisses.

## Répartition
P. japonicum peut être trouvé dans les provinces chinoises du Fujian, Hong Kong, Jiangsu, Shandong, Taïwan et Zhejiang en plus du Japon, de la Corée et des Philippines.

## Liste des variétés
Selon GBIF (4 mars 2024) :
- Peucedanum japonicum var. australe M.Hotta & Seo
- Peucedanum japonicum var. japonicum
- Peucedanum japonicum var. latifolium M.Hotta & Shiuchi

## Systématique
Peucedanum japonicum a été décrit par Carl Peter Thunberg en 1784.
Peucedanum japonicum a pour synonymes :
- Anethum japonicum (Thunb.) Koso-Pol.
- Peucedanum japonicum f. album Q.H.Yang & Q.Tian
- Peucedanum japonicum f. purpurascens (Makino) Honda
- Peucedanum japonicum subsp. purpurascens (Makino) Honda
- Peucedanum japonicum var. purpurascens Makino

## Utilisations

### Corée
En Corée, la plante est généralement appelée bangpung (방풍) ou bangpungnamul (방풍나물) bien que son nom officiel soit gaetgireumnamul (갯기름나물). Dans la cuisine coréenne, les feuilles de fenouil de porc côtier sont utilisées fraîches comme ssam légume (pour houe) ou mariné dans de la sauce soja et du vinaigre pour faire du jangajji. Il peut être utilisé comme ingrédient principal dans les plats namul, ou ajouté comme herbe au ragoût de pâte de soja, aux plats de gelée d’amidon, aux beignets et aux crêpes, aux soupes de nouilles et à la soupe à la pâte, aux nouilles de verre sautées,.

### Japon
Au Japon, Peucedanum japonicum est également connu sous le nom d’herbe de longévité et connu depuis longtemps pour ses propriétés médicinales. P. japonicum appelé chyou-mei-gusa, qui se traduit par herbe pour la longévité et est servi dans les plats traditionnels japonais lors du shirayoi, la cérémonie de baptême d’un nouveau-né, et yahnuyoi, la célébration de l’achèvement d’une nouvelle maison. L’île de Yonaguni produit plus de 90 % de la production de l’herbe sur l’île d’Okinawa. Cette plante pourrait devenir une culture importante pour Okinawa, après le curcuma et l’aloès. Les habitants d'Okinawa ont une durée de vie plus longue et une incidence de cancer plus faible que le continent japonais. Certains pensent que cette longévité est due à des facteurs alimentaires, mais les raisons exactes n’ont pas encore été vérifiées. Dans les temps anciens, les feuilles et les racines P. japonicum étaient utilisées comme traitement médical pour les patients souffrant de maux de gorge dans les îles Ryukyu.

### Chine
Les Chinois prononcent P. japonicum comme bin hai qian hu (滨海前胡). Son ancien nom était fang kui (防葵). Les gens fiévreux ne devraient pas le prendre parce que cela provoque le délire et la vision des esprits' selon Tao Hongjing (456-536 apr. J.-C.) - médiateur taoïste de Maoshan et disciple de Ge Hong - (écrit en 510 apr. J.-C).
Contrairement aux utilisations culinaires coréennes énumérées ci-dessus, la plante était considérée en Chine comme médicinale mais peut-être délétère pour la santé et susceptible de provoquer le délire chez ceux qui en consommaient en quantité :Le Fang k’uei, s’il est pris en excès, fait délirer et agit un peu comme un fou. Ch’en Yen-chih / Chen Yanzhi (陳延之) Ve siècle de notre ère . La plante mentionnée dans les textes alchimiques taoïstes peut faire référence à Saposhnikovia divaricata (syn. Siler divaricata - Schultes et Hofmann mentionnent un autre hallucinogène putatif ayant un rôle dans l’alchimie taoïste) plutôt que P. japonicum.
Le sage taoïste Tao Hongjing parle de deux sortes de fang-feng (qui se réfère normalement à Saposhnikovia en chinois), notant : 
La racine est épicée et non toxique. Le genre qui bifurque au sommet produit de la folie. Celui qui bifurque en bas provoque la réversion d’anciens maux.
 « Épicé et non toxique » s’accorde bien avec l’utilisation culinaire de « P. japonicum » dans la cuisine coréenne, tandis que « bifurque au sommet » et « produit de la folie » s’accorde avec la morphologie et propriétés médicinales/toxiques de S. divaricata. Cependant, en tant que fang k’uei, P. japonicum est définitivement utilisé à des fins médicinales et culinaires en Chine, où il est utilisé comme éliminatif, diurétique, médicament contre la toux, sédatif et tonique.
Pendant la Dynastie Ming le pharmacologue Li Shizhen était également d’avis que P. japonicum n’était, bien que médicinale, pas toxique en soi, soutenant que les propriétés hallucinogènes de la drogue étaient probablement le résultat de son adultération avec du matériel dérivé d’espèces d’Aconitum ou d’Euphorbia
.

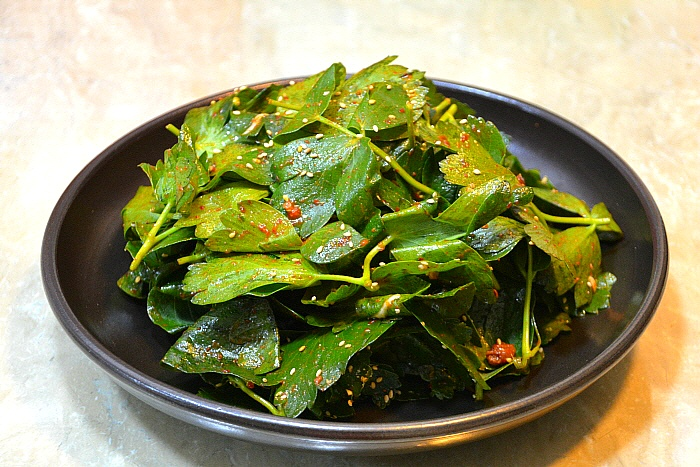
Bangpungnamul-muchim (feuilles de fenouil de porc côtier assaisonnées).
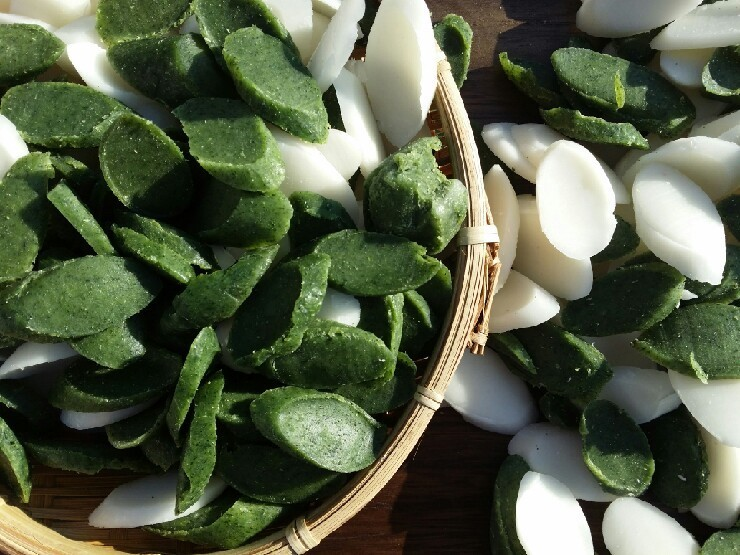
tteokguk (soupe de gâteau de riz) au fenouil de porc côtier.